# Repas de famille (film)
Pour les articles homonymes, voir Repas de famille et Repas de familles.
Pour plus de détails, voir Fiche technique et Distribution.
Repas de famille est un film français réalisé par Pierre-Henri Salfati, sorti en 2014. C'est une adaptation de la pièce du même nom du duo d'humoristes les Chevaliers du fiel qui reprennent les rôles principaux.

## Synopsis
M. Poggi rêve de la mairie de son village. Il est carrossier et de droite. Avec sa femme, Bernadette, ils invitent leur beau-frère et belle-sœur, Bruno et Huguette, profs de gauche pour un déjeuner dominical. Tous les ingrédients sont là, le repas de famille peut commencer : la politique, les histoires d'héritages, l'éducation des enfants, la religion et même la drogue. C'est la journée la plus délirante de l'année et ça serait dommage de la rater. Au fait ? Mais qui va prendre Mamie à Noël ?
Le film commence quand Bruno (Éric Carrière) et Huguette sont sur la route pour aller chez la sœur de celle-ci. Bernard (Francis Ginibre) se promène dans le marché, il croise sa maîtresse Brigitte, la fromagère, qui lui donne du parmesan. Afin de se faire bien voir des gens du village et ainsi se faire élire aux prochaines élections municipales, il va à l'église mais son téléphone portable ne cesse de sonner. Il s'isole dans le confessionnal et découvre que l'appel vient de Bruno, qui lui demande de venir le chercher car le pare-brise de sa voiture est cassé. Peu enchanté, il ajoute qu'il se moque complètement d'aider son prochain comme le ferait un bon catholique, sans se douter que les paroissiens sont derrière lui à écouter sa conversation. Au même moment, Bernadette galère avec le four ultra-sophistiqué qui refuse de cuire le gigot. 
Bruno et Huguette attendent Bernard sur le bord de la route pour qu'il les ramène chez lui. Ils s'arrêtent au garage Poggi, où le couple découvre des gravats dans une benne et d'autres voitures dont les pare-brises sont brisés : Caché, Yves, l'employé de Bernard jette des gravats sur les voitures pour casser les pare-brises pour que les automobilistes s'en fassent poser un neuf et ainsi faire travailler l'entreprise et enrichir le patron qui prend tout sans payer son ouvrier. Huguette, mécontente des magouilles de Bernard tente de le persuader de garder sa mère à Noël. En effet, aucun des couples ne veut s'occuper de la mamie pendant le sacro-saint jour férié. Bernard freine brusquement, faisant involontairement le coup-du-lapin à Huguette. Une fois rentré, Bernard est sommé par sa fille Léa d'aller chercher sa grand-mère mais il n'est guère enchanté. Peu après, Bernard montre l'extérieur de sa grande et belle maison à son beau-frère. Les deux hommes parlent de leurs femmes : Huguette est en dépression alors que Bernadette croit beaucoup à la réincarnation. Bernadette, elle, discute avec sa sœur. Cette dernière se confie qu'elle voudrait un mari musclé, macho et dur qui lui dise des "ta gueule", reprochant à Bruno d'être trop soumis. Peu après, elles parlent du four que Bernard a acheté sur internet pour 8100 €, four qui refuse à nouveau de cuire la viande. Elle décide d'appeler Kader, un entrepreneur en dépannage électroménager.
Bernard montre à Bruno un livre qu'il écrit en secret : sa biographie vantant ses mérites mais Bruno, en bon prof, ne peut s'empêcher de corriger les fautes d'orthographe de son beau-frère pendant que les deux sœurs se disputent la garde de leur mère. Plus tard, alors qu'il est seul dans le jardin, Bruno fait la connaissance de Brigitte, la fromagère, qui est chez son amie, voisine des Poggi. Brigitte lui révèle qu'elle a une liaison avec Bernard. Bruno en parle à celui-ci pour le taquiner et ce dernier lui avoue son autre relation avec Evelyne, la patronne d'une maison de retraite. Il ajoute que lui et sa femme sont un couple libre. Bruno, lui, souhaite quitter Huguette, il s'entraîne face à un miroir mais n'a pas le courage d'affronter sa femme acariâtre. Pendant ce temps, Bernadette dit à sa sœur qu'elle s'est mise au yoga bouddhiste via un club d'activités, elle a choisi le yoga bouddhiste car elle n'avait pas de raquette pour faire du tennis, l'autre activité proposée. Ensuite, Bernard et Léa se dirigent vers la maison de retraite. Cependant, Léa découvre l'infidélité de son père via des vidéos sur Facebook. Ajouté au fait qu'il refuse d'intégrer la mamie au repas, la jeune fille, furieuse, s'enfuit. Bernard roule lentement pour raisonner sa fille mais elle s'échappe dans un champ. Bernard fait un doigt d'honneur aux automobilistes qui lui demandent d'accélérer. Ces automobilistes, ce sont des gitans qui, vexés de son impolitesse, lui taguent sa BM. Sur la route, Kader s'énerve contre deux gendarmes peu assidus dans leur travail et exige qu'il lui mettent une amende comme tout bon Français, pensant qu'ils ne le verbalisent pas car il est d'origine maghrébine. 
Non loin de là, Léa retrouve Yves, le garagiste employé de Bernard, qui répare la voiture de Bruno et d'Huguette. Elle le convainc de l'emmener chercher la mamie et Yves se confie sur sa vie. Il voit Bernard comme un patron modèle qui lui a tendu la main après son divorce difficile mais Léa lui rappelle qu'il est exploité et mal payé par son père à qui elle en veut terriblement. Bernard, justement, essaie de se faire pardonner auprès de sa seconde maîtresse, la patronne de la maison de retraite, qui veut cesser leur relation. Cependant, elle ne veut rien savoir et envoie Bernard sur les roses, qui rentre chez lui sans avoir pris la mamie. Peu après, le curé du village vient chez les Poggi prendre le café et accepte, sur la demande de Bernadette, d'apprendre le latin à Léa qui doit passer le BAC à la fin de l'année. Cette dernière aurait préféré l'apprendre avec son copain Kévin mais elle se résout à réviser avec le prêtre.
Pendant la séance de révision, le curé renverse son café sur sa chemise et se met torse nu, ce qui choque Huguette qui passait par là. Avec Bruno, elle s'offusque de voir qu'un homme d'église soit torse nu dans la chambre d'une jeune fille et que les Poggi ne soient pas choqués. Léa arrive pour ramener la chemise lavée, explique qu'il a simplement renversé son café et, excédée par ses aînés, décide d'aller chercher sa grand-mère en vélo. Pendant l'absence de Léa, Kader rejoint la famille tandis qu'Huguette trouve des choses suspectes dans la chambre de sa nièce : des cartouches à fumer ainsi qu'un un carnet personnel. Bernard, Bruno, Huguette, Kader et le prêtre fument l'herbe de Léa pour savoir si c'est de la drogue et tous finissent par être sous l'emprise de cannabis provenant de Colombie. Sous l'emprise du tétrahydrocannabinol, Bruno révèle à tout le monde que Bernard a une liaison extra-conjugale. Excédé par la présence de taupes et lui aussi en fumette, ce dernier s'amuse à tirer dehors avec son fusil. Bruno tente alors de le calmer et le surprend avec Brigitte.
De retour car elle n'a pas pu ramener la mamie à cause des horaires stricts de l'EHPAD, Léa est prise à partie par son père qui lui montre son carnet et choqué par son contenu : des défis à faire avant l'âge de 17 ans comme fumer un pétard ou avoir des relations sexuelles normales, buccales et anales. Il menace alors de le montrer à sa mère. Furieuse d'apprendre que son père a lu ce carnet, elle lui révèle qu'elle a lu une partie de son manuscrit où il évoque ses relations extra-conjugales, qu'il exploite ses amis et qu'il ment aux gens pour se faire élire. Père et fille concluent alors un accord forcé. Peu après, les gitans qu'a rencontrés Bernard auparavant viennent chez lui car ils ont besoin d'une réparation de pare-brise et ont pris connaissance d'un panneau posé par Yves avec l'adresse de Bernard car le garage est plein. Luis, le chef du clan reconnaît en Bernard celui qui lui a fait un doigt d'honneur et Bernard n'a pas d'autre choix que de faire la réparation gratuitement pour s'arranger avec le gitan. Peu après, Bruno convainc les gitans de s'installer chez Bernard, ce qui n'est pas du goût de ce dernier. Une fête commence et Bruno, en fan de guitare, pense apprendre aux gitans à jouer du flamenco sans se douter qu'ils sont bien meilleurs que lui. Alors que tout le monde chante et danse, Bernadette prend connaissance du manuscrit de son mari et le montre à la maîtresse Brigitte, que Bernard cherche en vain à appeler. Au cours du repas avec les gitans, Bruno se fait encore hurler dessus par Huguette qui lui interdit de fumer et le traite de Che Guevara de pacotille lorsqu'il se moque d'elle. Bruno, confiant, réplique par trois "ta gueule, Huguette" avant de l'embrasser sur la bouche : le couple est enfin réconcilié. Plus tard dans la soirée, la maison de retraite appelle Bernard : la grand-mère vient de mourir. Quelques jours plus tard, une autre question se pose : qui va garder les cendres de la mamie ?

## Fiche technique
- Titre original : Repas de famille
- Réalisateur : Pierre-Henri Salfati
- Scénario : Éric Carrière, Jean-Marc Longval, Pierre-Henri Salfati d'après le spectacle Repas de famille d'Éric Carrière
- Musique : Laurent Petitgand
- Supervision musicale : Varda Kakon
- Directeur de la photographie : Carlo Varini
- Son : Franck Flies
- Montage : Géraldine Rétif
- Casting : Joanna Delon
- Producteurs : Jean-Claude Fleury, Gérald Frydman
- Producteurs délégués : Christophe Mazodier, Jean-Luc Olivier
- Sociétés de production : Inproduction, Polaris Film Production & Finance, Good Lap Production et D8 Films
- Société de distribution : Kanibal Films Distribution
- Genre : comédie
- Durée : 90 minutes
- Format : couleur
- Dates de sortie :
- France : 26 novembre 2014 (dans le Grand Sud-Ouest) ; 3 décembre 2014 (sortie nationale)
- Budget : 3,11 M€
- Box-office France : 194 747 entrées[1]

Le film est dédié à Carlo Varini, le directeur de la photographie du film, décédé sept mois avant la sortie d'une chute mortelle de plusieurs mètres alors qu'il tentait d'échapper à un incendie à Cathervielle.

## Distribution
Quatre acteurs, à savoir Lamine Lezghad, Artus, Constance et Sacha Judaszko, ont été révélés dans l'émission On n'demande qu'a en rire.
- Éric Carrière : Bruno, mari d'Huguette
- Francis Ginibre : Bernard Poggi, mari de Bernadette
- Noëlle Perna : Bernadette Poggi, femme de Bernard
- Lorella Cravotta : Huguette, femme de Bruno
- Joël Cantona : Luis, le chef des gitans
- Constance : Brigitte, la maîtresse de Bernard
- Sandra Jouet : Sophie, l'amie de Brigitte
- Sacha Judaszko : le prêtre du village
- Lamine Lezghad : Kader, le réparateur du four
- Ludivine Manca : Léa Poggi, la fille de Bernard et Bernadette
- Christian Mazzuchini : gendarme 2
- Yves Pujol : Yves, l'employé de Bernard qui travaille au noir
- Artus Solaro : gendarme 1
- Elias Ruiz : Manitas
- Paco Ruiz : un gitan
- Jean-Pierre Santiago : un gitan
- Mélanie Fernandez : Lyuba
- Xavier Czapia : Voix du chien
- Isabelle Miller : Voix française du four
- Pénélope Perdereau : Voix de Linotte
- Charles Templon : Voix du copain de Léa
- Yilin Yang : Voix chinoise du four